# Днестр
Днестр (укр. Дністер, рум. Nistru, др.-греч. Τύρας, лат. Tyras, Tiras) — трансграничная река в Восточной Европе. Течёт с северо-запада на юго-восток в пределах территории Украины и Молдавии (в том числе по территории, подконтрольной непризнанной ПМР). Впадает в Чёрное море.

## Этимология
Греки называли Днестр Ти́рас (греч. Τύρας), римляне — Дженестра, древние германцы — Агалингус (Agalingus), арабы — Турла. В скифо-сарматском языке слово dānu означало «вода, река» (в современном осетинском — дон). Существует предположение, что название «Днестр» произошло от скифо-сарматского (древнеиранского) Dānu nazdya, что означает «пограничная река».
Другая гипотеза относит названия Днепра и Днестра к кельтскому don («вода») — don-ieper и don-iester «верхняя река» и «нижняя река», соответственно.
Согласно В. И. Абаеву: «Дн(е)», первая часть названия — это скифо-сарматское dānu «вода, река», а вторая часть слова -стр — это осетинское ‘стыр (звук «ы» в осетинском языке настолько краток, что в некоторых случаях между согласными его почти не слышно), что переводится на русский язык, как «большой» или «великий» и восходит к древнеиранскому (скифо-сарматскому) *stūra «большой, огромный», то есть современное название реки Днестр означает «Большая река (вода)».

## География

Тирас

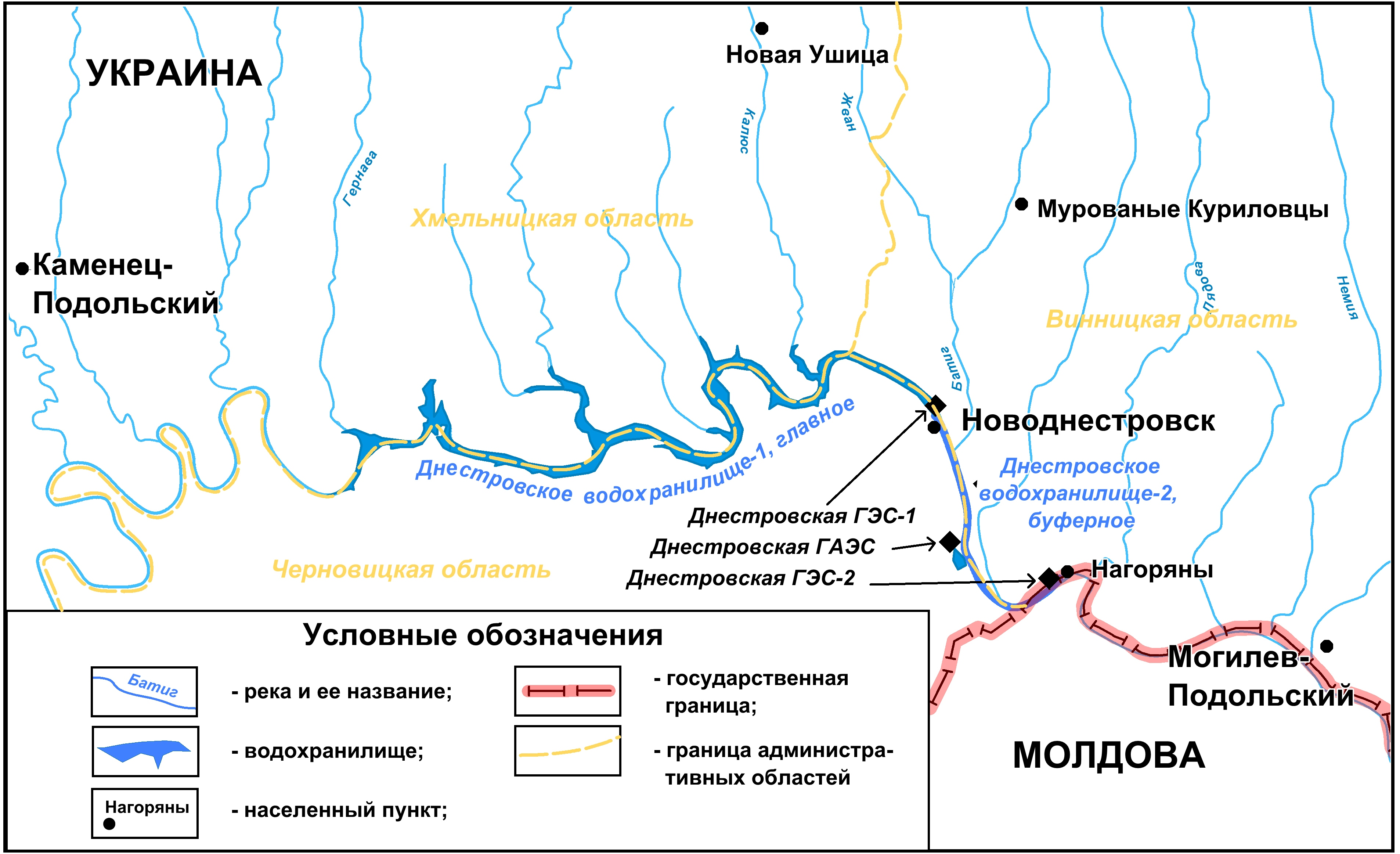
Днестровские водохранилища — главное и буферное

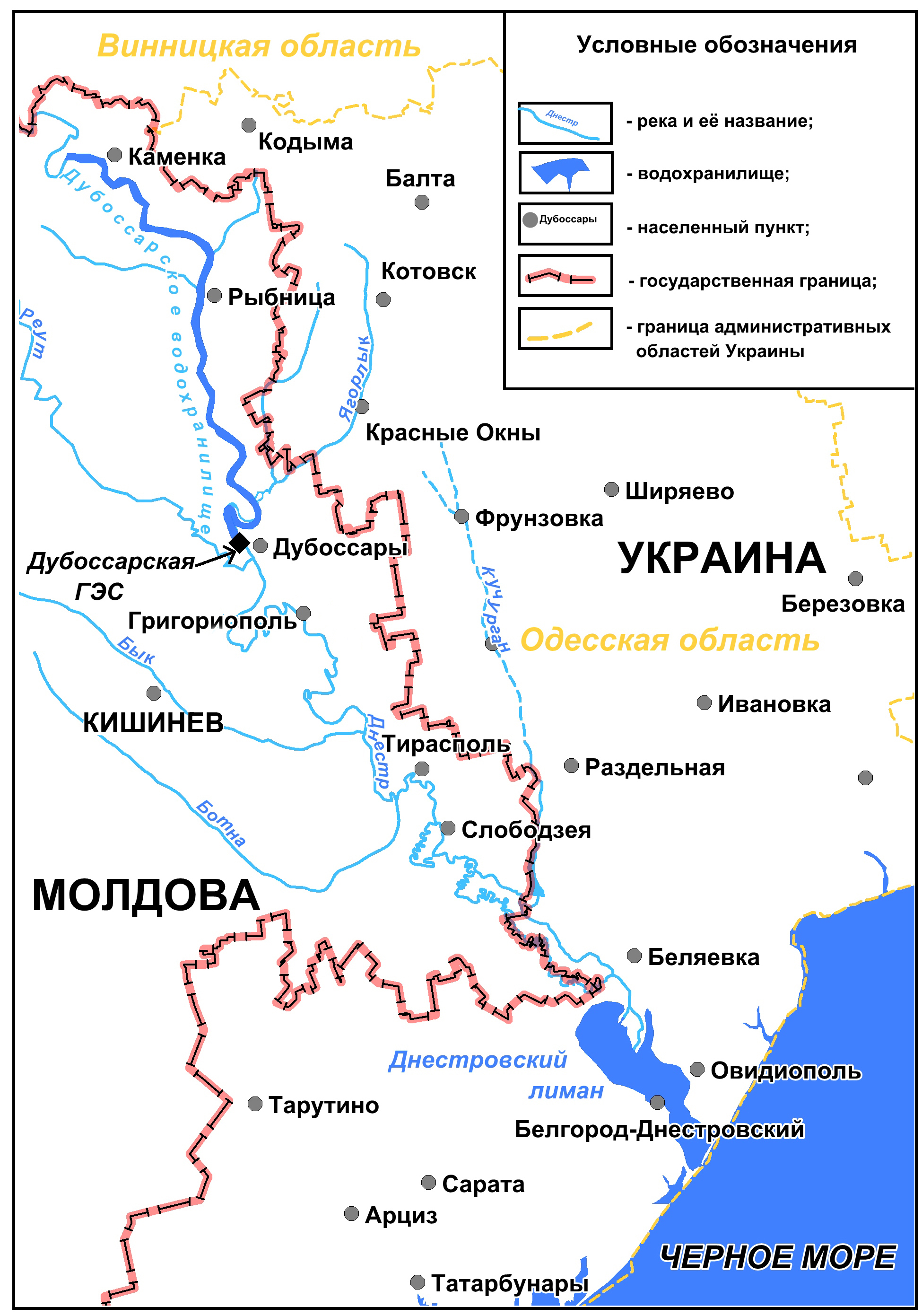
Дубоссарское водохранилище и низовье р. Днестр

Река берёт начало в Украинских Карпатах в районе села Волчье Самборского района Львовской области на склонах горы Чентыёвка (Карпаты — Сарматские горы в Хронике Длугоша) на высоте 870 м, впадает на территории Одесской области в Днестровский лиман, который соединён с Чёрным морем.
Длина — 1352 км, площадь бассейна — 72 100 км². Средний расход воды в нижнем течении 310 м³/с. Объём годового стока — 10,2 км³.
Средний уклон реки — 0,56 м/км.
В верховьях Днестр течёт в глубокой узкой долине и носит характер быстрой горной реки. Скорость течения в этом районе составляет 2—2,5 м/с. Здесь в Днестр впадает большое количество притоков, берущих начало со склонов Карпат, в основном справа. Наиболее крупный из притоков на этом участке — Стрый. Ниже города Галича (Ивано-Франковская область) течение становится более спокойным, но долина остаётся узкой и глубокой.
В среднем течении притоки впадают только слева: Золотая Липа, Стрыпа, Серет, Збруч, Смотрич, Мукша (с территории Тернопольской, Хмельницкой и Винницкой областей).
На территории Украины (Хмельницкая, Черновицкая и Винницкая области) расположено Днестровское водохранилище, образовавшееся при строительстве Днестровской ГЭС (677,7 км от устья Днестра, г. Новоднестровск Черновицкой области).
Длина Днестра в пределах Молдавии — 660 км. Площадь бассейна в пределах Молдавии — 19 070 км², что составляет 57 % площади её территории. Ниже города Могилёва-Подольского (Винницкая область, Украина) долина несколько расширяется, но до села Выхватинцы Рыбницкого района Днестр всё ещё течёт в узкой и глубокой каньонообразной долине с высокими крутыми и скалистыми берегами, изрезанными оврагами.
На участке от села Выхватинцы до города Дубоссары простирается Дубоссарское водохранилище протяжённостью около 120 км. Южнее Дубоссар долина Днестра заметно расширяется, достигая в своём низовье 10—16 км. Здесь уклоны русла очень малые, и река образует крупные излучины — меандры, начинаются плавни. Ширина русла в нижнем течении до 200 м, глубина 4-8 м, максимальная 10-16 м. Скорость течения в межень 1—1,5 м/с на среднем участке, 0,5 м/с и меньше — в устьевой части.
В нижнем течении в Днестр впадают справа Реут, Икель, Бык, Ботна, слева Мурафа, Каменка, Белочи, Ягорлык. За 146 км до устья, ниже села Чобручи, влево от Днестра отходит рукав Турунчук, который вновь соединяется с Днестром через озеро Белое (Одесская область) в 20 км от устья. Впадает Днестр в Днестровский лиман, длина которого 40 км.

### Характерные расходы воды
По данным наблюдения станции в селе Грушка:
- среднемесячная норма стока в сентябре составляет 268 м³/с,
- абсолютный максимум за весь период наблюдений составил 1920 м³/с (23.09 1968 г.),
- абсолютный минимум — 93,0 м³/с (30.09 1983 г.).

После ввода в эксплуатацию Днестровского водохранилища (1982 год) абсолютный максимум составил 1180 м³/с (14.09.2007 г.), абсолютный минимум — 93,0 м³/с (30.09 1983 г.).
Среднемесячные расходы воды за весь период наблюдений колеблются в больших пределах от 111 м³/с (1984 г.) до 592 м³/с (1996 г.).
Сток всех малых рек в пределах Молдавии — около 0,8 км³ в средний по водности год. В северных и центральных районах среднегодовой модуль стока колеблется от 1 до 1,5 л/(с*км²), в южных — снижается до 0,2—0,3 л/(с*км²).
Дельта Днестра является местом гнездования большого количества птиц, на её территории произрастает большое количество редких видов растений. Низовья Днестра, в частности район слияния Днестра с Турунчуком занесены в международный список Рамсарской конвенции о защите водно-болотных угодий.
На территории Одесской области в плавнях было создано заповедное урочище «Днестровские плавни», позже вошедшее в состав Нижнеднестровского национального природного парка.

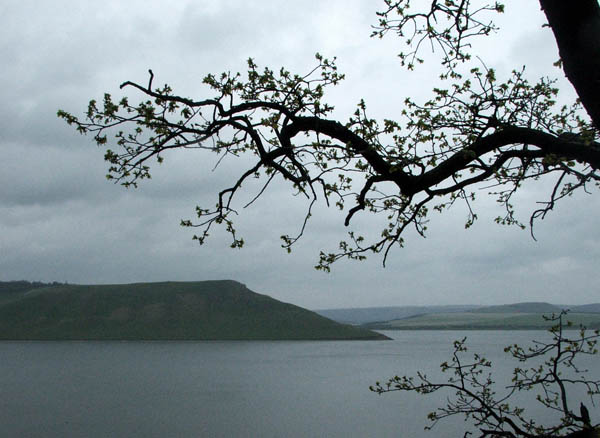
Днестр возле детского лагеря Бакота (Каменец-Подольский район, Украина)

Питание Днестра снеговое и дождевое. На реке часты внезапные подъёмы уровня воды, в особенности от выпадения летних ливневых дождей, нередко вызывающие наводнения. Внутригодовое распределение стока по сезонам в средний по водности год: весной — 44,4 %, летом — 25,5 %, осенью — 16 %, зимой — 14,1 %. Скорость течения воды в нижнем течении Днестра колеблется от 0,30 до 1,55 м/с. При высоком уровне воды скорость течения реки может достигать 2,8—3,6 м/с.
Ледостав непродолжительный, в тёплые зимы река вообще не замерзает. Средняя продолжительность ледостава в году 50—80 дней, наибольшая — 90—120, наименьшая — 0—30 дней.
Самые высокие среднемесячные температуры воды наблюдаются в июле — 22,6—23,9 °C.
Минерализация воды Днестра возрастает вниз по течению от 300 до 450 мг/дм³.
Вода Днестра используются для водоснабжения многих населённых пунктов (например, Одессы, Кишинёва) и для орошения Общее количество человек, проживающих в бассейне Днестра, — 7,7 млн.
Раньше в верховьях по реке осуществлялся лесосплав. С 1979 года на Украине лесосплав на реках запрещён, что закреплено в Водном кодексе Украины (1995), ст. 54.
Судоходство осуществляется на участках от города Сороки до плотины Дубоссарской ГЭС и от плотины ГЭС до устья.
На Днестре расположены города Хотин, Могилёв-Подольский, Ямполь, Сороки, Залещики, Каменка, Резина, Рыбница, Дубоссары, Григориополь, Бендеры, Тирасполь, Слободзея, Овидиополь, Белгород-Днестровский и др.
По Днестру проходит часть государственной границы между Украиной и Молдавией.

## История

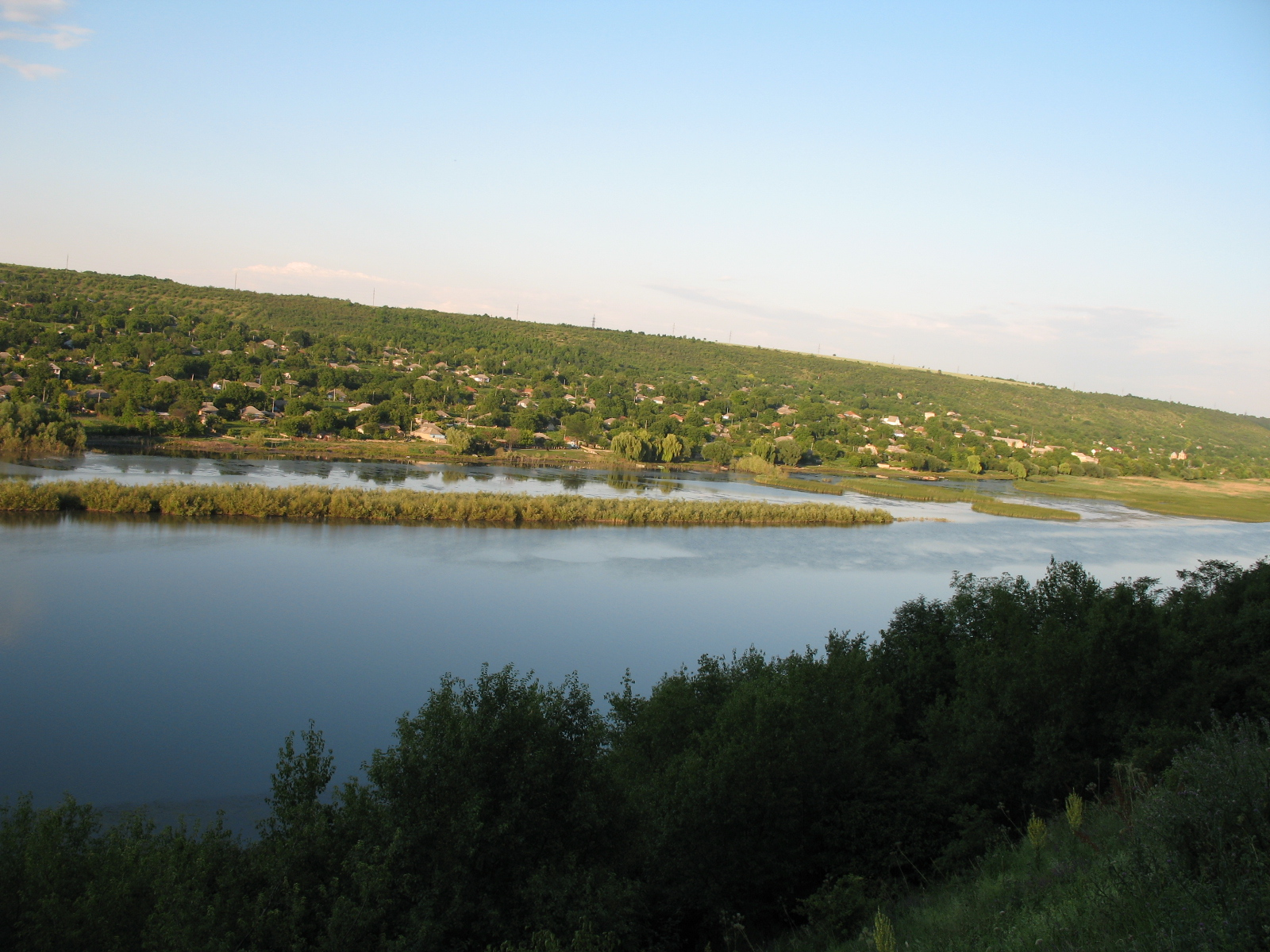
У села Попенки Рыбницкого района (Приднестровье/Молдавия)

В пойменных отложениях палео-Днестра близ Дубоссар найдены самые северные стоянки олдовайской культуры Байраки и Крецешты (1,0—1,2 млн лет).
В античности Днестр служил оживлённым водным путём для вывоза товаров. Так, Геродот упоминал о реке Тирас (древнее название Днестра) и о находившейся в его устьях колонии Тира, снабжавшей местными продуктами древнюю Грецию, именуемую в анналах истории Элладой. Источники, датируемые I в. н. э. указывают на дарованное жителям Тиры право беспошлинного провоза товаров.
Позднее, в XII веке, русские летописи указывают на существование в устье Тираса колонии Белгород, возникшей на месте греческого полиса Тира. С этого же времени на Днестре усиливается торговое влияние генуэзцев. Они учреждают на реке ряд факторий, для защиты которых устраивают крепости в Бендерах (рум. Tighina, Тигина, тур. Тягиня Кача), Сороках (древний Ольхион), Хотине и Белгороде, остатки которых также сохранились до настоящего времени. Наиболее важным генуэзским торговым пунктом стал Белгород (итал. Moncastro, Монкастро, рум. Cetatea Alba, Четатя Албэ), который был защищён земляным валом и превращён в крепость. Генуэзцам приписывается введение на Днестре, для сплава грузов, типа судна, известного под названием галеры (представляющей собой прямоугольный ящик) грузоподъёмностью 12 тонн. Незначительная осадка позволяла галерам проходить даже самые мелководные днестровские участки.
В дальнейшее время, со взятием турками Монкастро, переименованного ими в Аккерман, а также при переходе под власть турок территории нижнего и среднего Поднестровья, торговое значение Днестра начинает падать, и прилежащий к нему регион становится ареной для частых войн между Османской империей, Речью Посполитой и Запорожской сечью и Российской империей. Только с присоединением в 1791 году, по Ясскому договору, области между Южным Бугом и Днестром к России, начинает снова возрождаться местная оптовая торговля и днестровское судоходство, и к началу XX века достигает большого размаха.

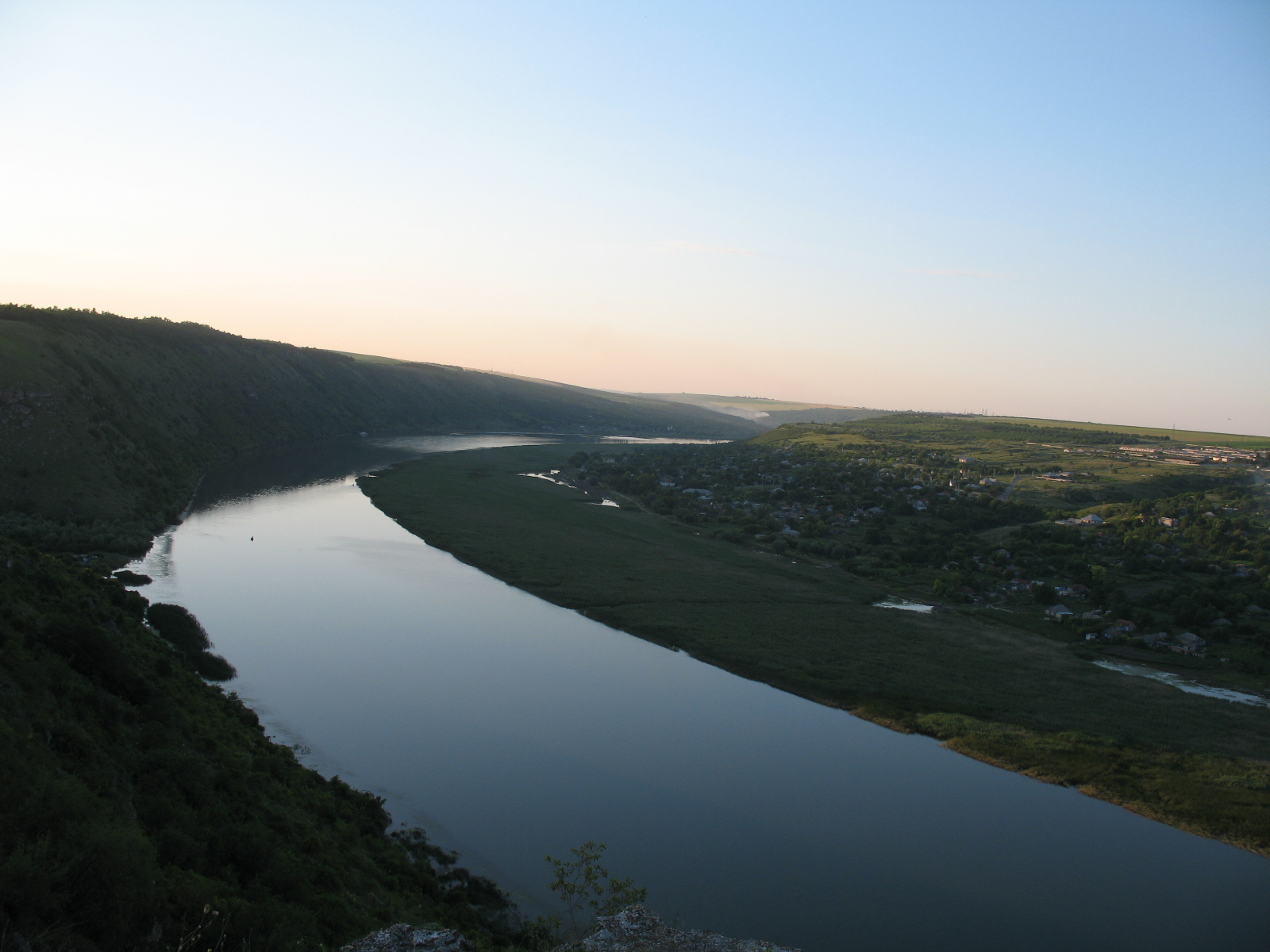
У села Цыпово Резинского района (Молдавия)

Единственное на реке существовавшее судно, галера, собственно и послужило начальным поводом к заботам правительства об учреждении днестровского судоходства. В 1881 году бессарабским земством была представлена министру путей сообщения докладная записка, в которой было выяснено, что всё более усиливающаяся конкуренция Северо-Американских Штатов, вытеснившая уже российскую пшеницу с некоторых рынков Западной Европы, по причине опасности и дороговизны провоза хлеба по Днестру, ставит Приднестровский край в критическое положение, несмотря на то, что собственно дешевизна производства хлеба, по сравнению с Америкой, остаётся на стороне бессарабских производителей. И действительно, стоимость доставки пуда пшеницы, взятого на берегу среднего Днестра (между пристанями Могилёва-Подольского и Сороки), прошедшего через одесские магазины и сданного на судно в одесском порту для отправки за границу, доходила до 40 копеек и более, да и то лишь при благоприятных условиях.

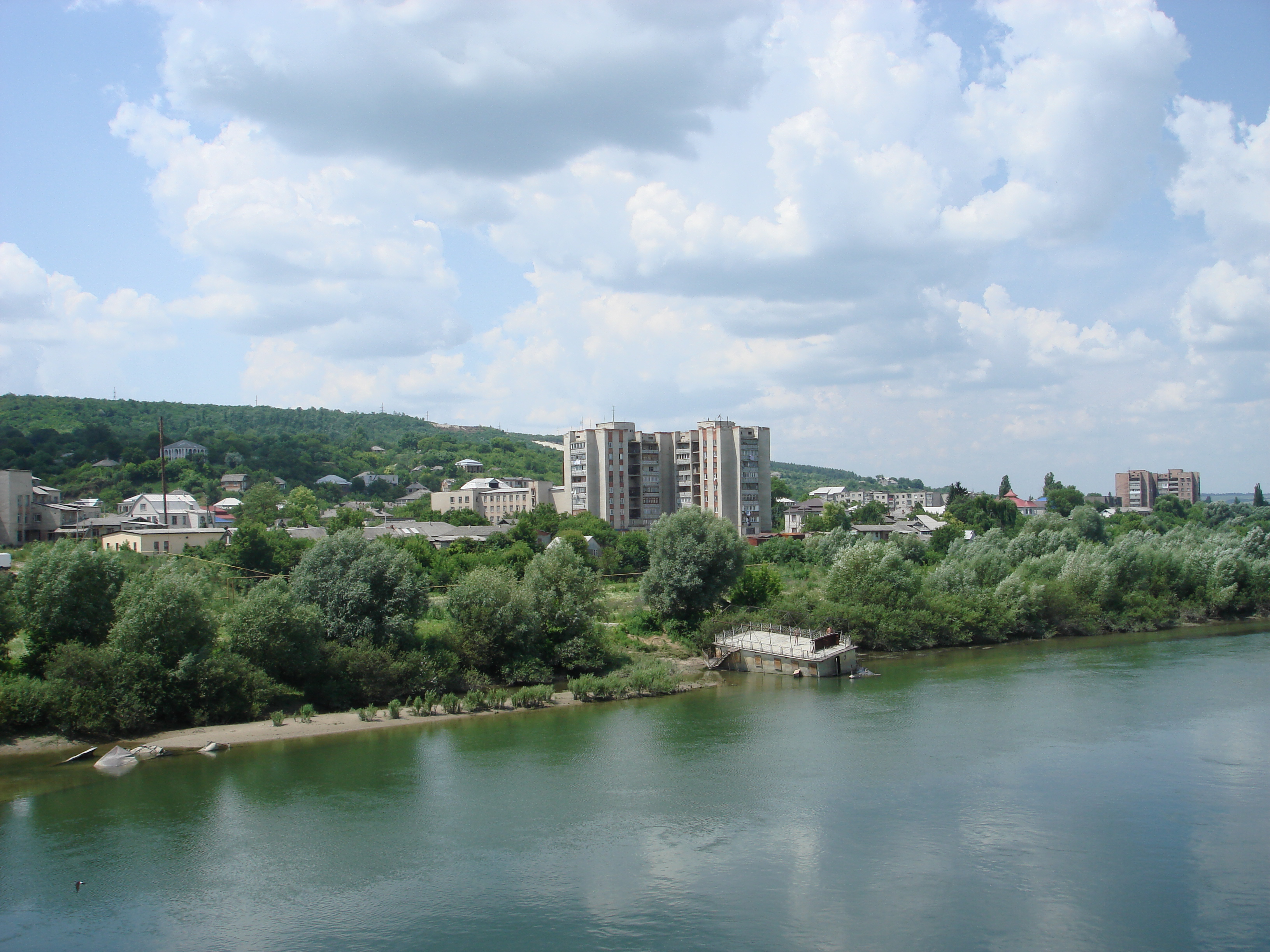
У г. Атаки (Молдавия)

Был сделан ряд попыток открытия на Днестре пароходного движения. Так, в 1843 году правительством России был заказан в Англии пароход, названный «Днестром», однако в первом же рейсе он не смог пройти Чобручские излучины (перекаты близ с. Чобручи) и дойти до г. Тирасполя. В 1847 году на Днестре появился пароход «Луба», длиной 90 футов, шириной 14 футов и с осадкой 2 фута, но и он столкнулся с серьёзными трудностями при навигации по реке и вскоре покинул Днестр. С учреждением в 1857 году «Русского общества пароходства и торговли», им на Днестр был отправлен пароход «Братец», который также вынужден был отказаться от движения по реке. К тому же неутешительному результату привела попытка Поповича, сделанная в 1864 году с пароходом «Мария». В 1867 году князем Львом Сапегой было образовано пароходное общество, но первый же пароход «Днестр», пройдя вниз по реке, был вынужден навсегда уйти в Чёрное море, а само общество распалось. Наконец, в 1872 году Померо, воспользовавшись высокой водой, прошёл на пароходе по Днестру до Могилёва-Подольского и обратно, но этот факт не смог восстановить и развивать пароходное движение по реке.

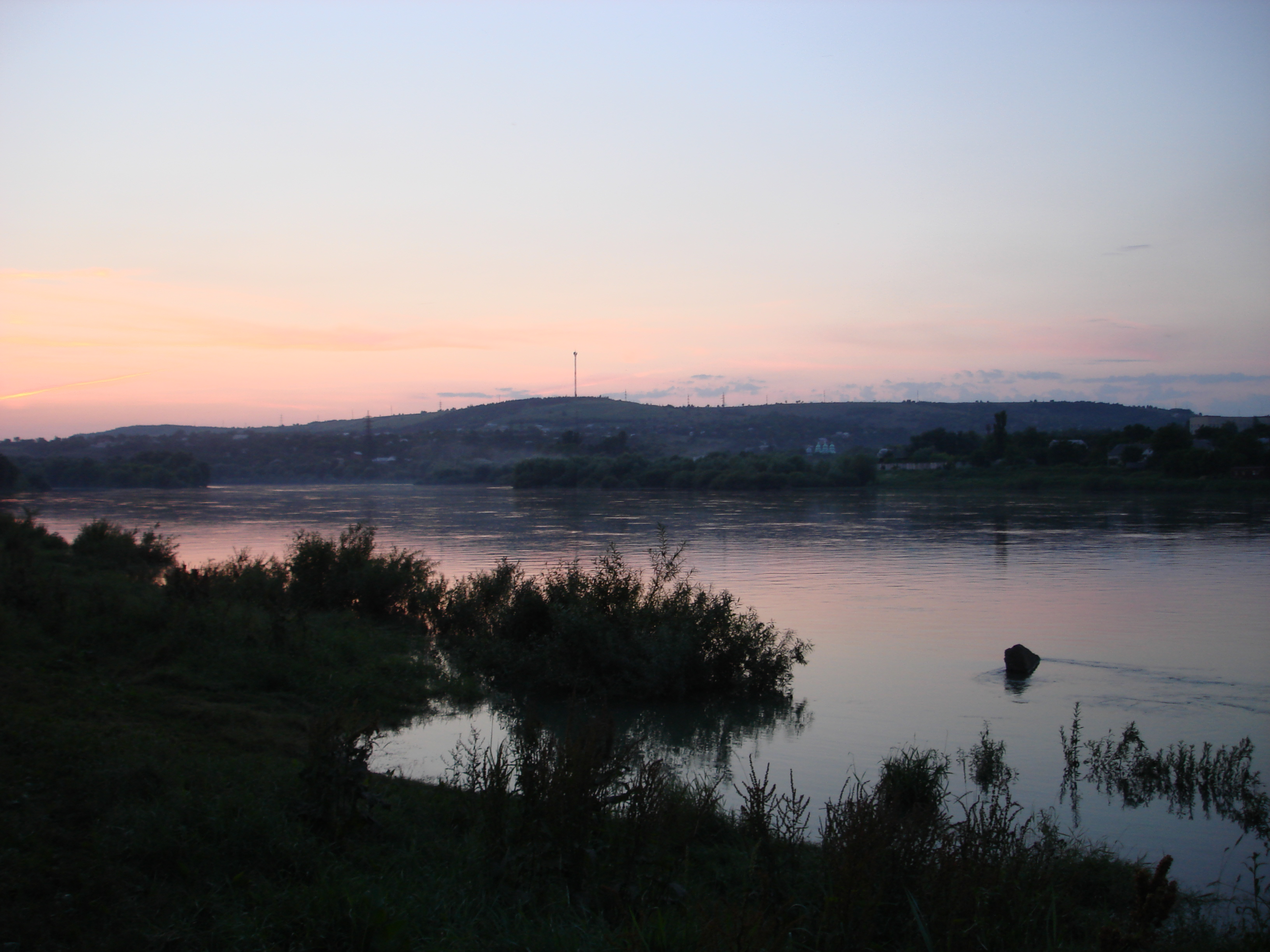
У г. Могилёв-Подольский (Украина)

В ряду всех этих попыток особенного внимания заслуживает предпринятая в 1881 году «Русским обществом пароходства и торговли» экспедиция для окончательного решения вопроса: способен ли Днестр в естественном виде к пароходному движению. Экспедиция эта привела к тому убеждению, что для учреждения на Днестре пароходства необходимы предварительные серьёзные меры по улучшению речного русла. В 1884 году были начаты работы по выемке из русла Днестра камней, расчистке порогов динамитом и углублению наиболее мелководных перекатов Днестра постройкой каменных исправительных сооружений и землечерпанием. Для возмещения затрат правительства на улучшение реки, Высочайше утверждённым мнением государственного совета от 29 ноября 1883 года был установлен особый сбор в размере 1 % со стоимости днестровских грузов сверх ¼-процентного судоходного сбора, существующего по всем рекам Российской империи.
С начала работ в 1884 году и по 1893 год всего израсходовано на улучшение Днестра около 1 млн рублей, причём благодаря произведённым работам река стала доступна для буксирного и пассажирского пароходства, которое и не замедлило на ней развиться, а количество груза стало быстро возрастать и увеличилось в 4 раза, как это видно из следующей таблицы:
| Год  | Прошло груза  |
| ---- | ------------- |
| 1883 | 4386713 пуд.  |
| 1884 | 5765485 пуд.  |
| 1885 | 7742333 пуд.  |
| 1886 | 8509520 пуд.  |
| 1887 | 13491055 пуд. |
| 1888 | 11742124 пуд. |
| 1889 | 16770593 пуд. |
| 1890 | 15032422 пуд. |

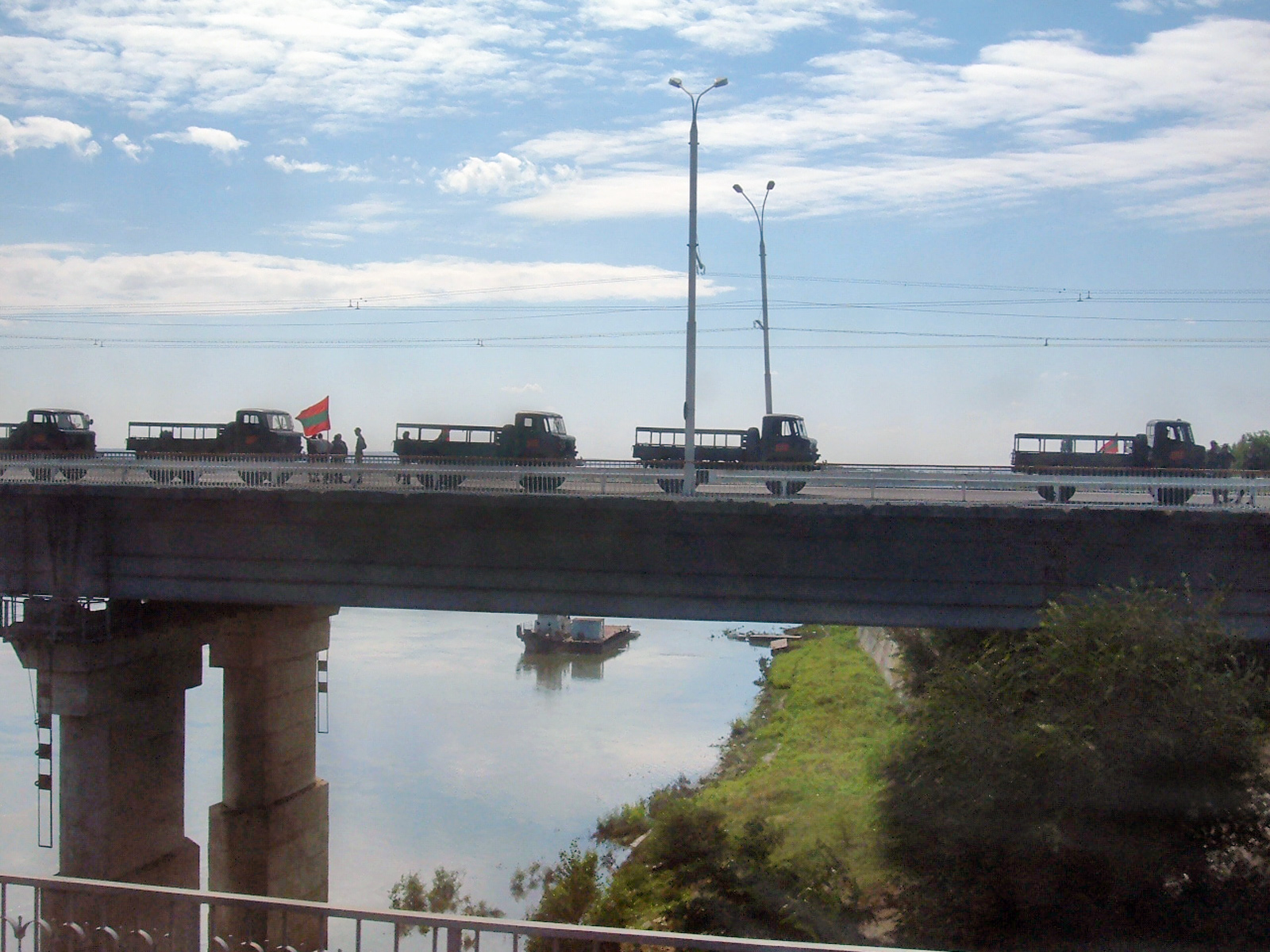
Мост через Днестр у Бендер

Такое значительное увеличение груза объясняется зависящим от появления буксирного пароходства весьма значительным уменьшением стоимости доставки днестровского хлеба в Одессу — до 16 копеек на баржах и 30 копеек на галерах. На 16 млн пудов днестровского груза это составляет сбережение не менее 2 млн рублей ежегодно, вследствие чего не может быть и речи об обременительности установленного сбора, поступающего в размере около 100 тыс. руб. Сбора этого с 1889 по 1893 гг. поступило более 600 000 рублей, и, следовательно, правительство возместило около ⅔ сделанных до того времени затрат на реку.
В 1887 году обществом пароходства и торговли в Бендерах было построено приспособленное для плавания по Днестру судно, названное «Днестровка».
В 1900 году по Днестру регулярные рейсы совершали два грузопассажирских парохода по линии Бендеры—Тирасполь—Аккерман. В период до 1917 года по реке курсировали пароходы «Бендеры», «Богатырь», «Георгий Победоносец», «Коршун», «Мария» и другие.

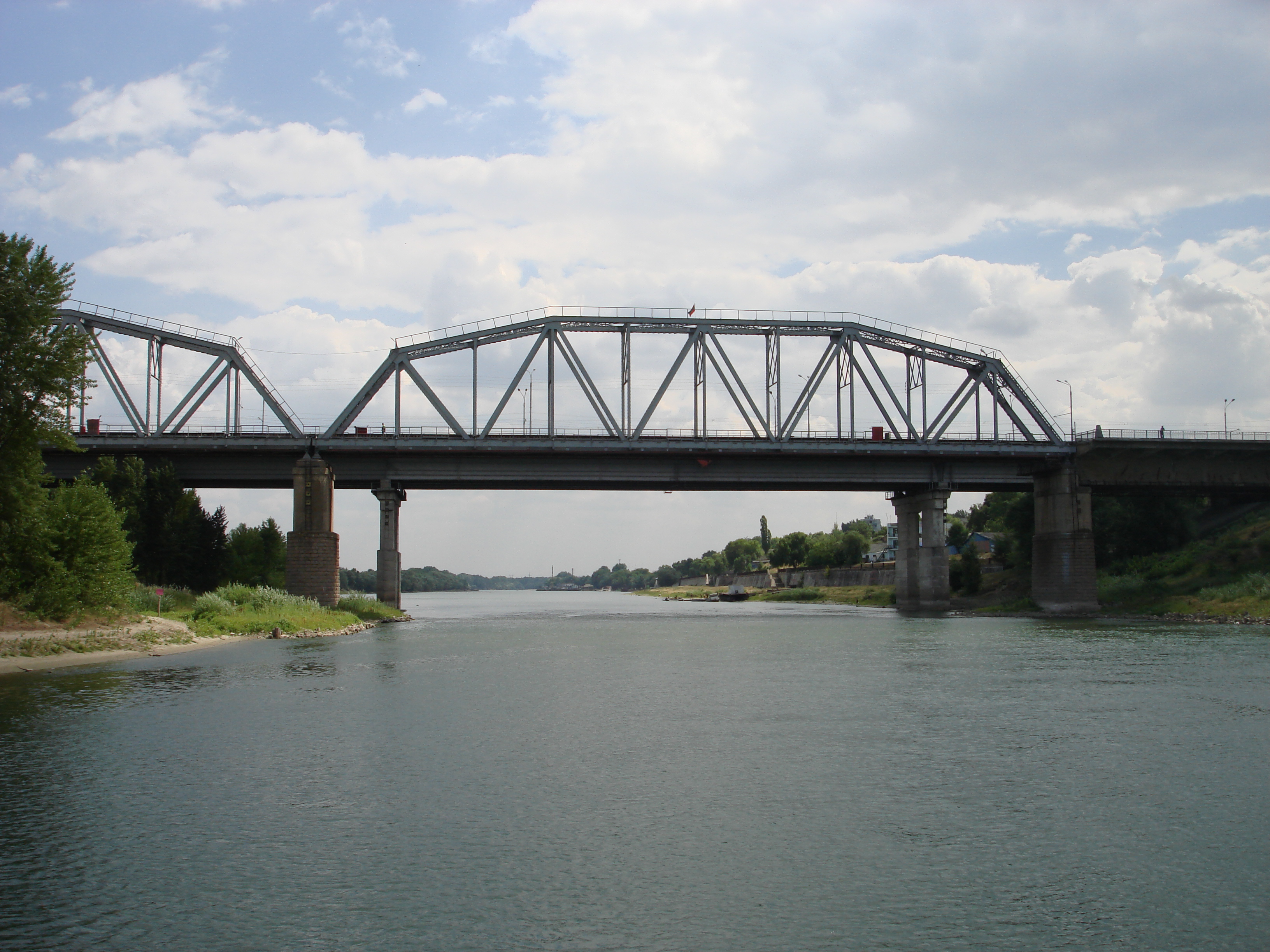
Вид на железнодорожный мост у Бендер

С 1918 по 1940 год Днестр служил демаркационной линией между Румынией и Украинской ССР (позже — СССР) и строго охранялся. В этот период навигация по Днестру была прекращена и возобновилась только в 1940 году.

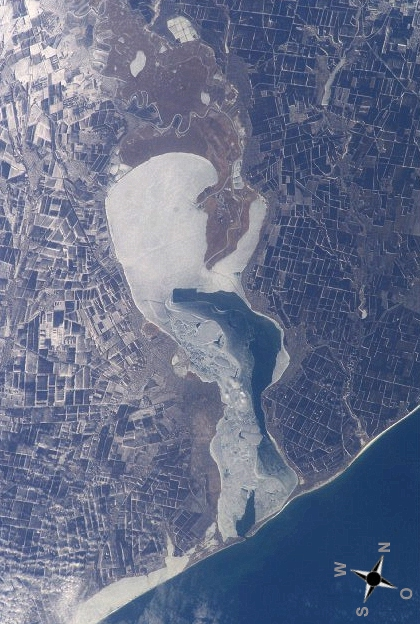
Днестровский лиман (снимок из космоса)

Во время Великой Отечественной войны Днестр стал ареной сражений между немецко-румынскими войсками и Советской армией (см. Ясско-Кишинёвская операция).
В 1954 году возле Дубоссар была построена не имеющая шлюзов плотина гидроэлектростанции и возникло Дубоссарское водохранилище. В связи с этим регулярное судоходство стало возможным лишь на двух изолированных участках: от города Сороки до плотины Дубоссарской ГЭС и от плотины ГЭС до устья.
В 1940—1970-е гг. велась добыча со дна реки песчано-гравийной смеси, используемой в строительстве. В конце 1980-х годов экологи пришли к выводу, что дальнейшая добыча смеси может нанести ущерб Днестру, и она была прекращена. В связи с распадом СССР и экономическим кризисом в 1990-е годы судоходство по Днестру значительно сократилось, а в 2000-е годы практически прекратилось, за исключением навигации маломерных судов и прогулочных теплоходов в районе г. Тирасполя и г. Бендеры. Так как расчистка русла Днестра не проводилась более 20 лет, оно серьёзно заилилось и обмелело, что не позволяет ходить даже обычным баржам и наносит ущерб экосистеме и самой реке.
Летом 1992 года на реке проходила линия столкновения в Приднестровском конфликте.

## Флора
Естественная растительность бассейна Днестра лучше всего сохранилась в Карпатах. Среди высших растений наиболее распространёнными в горах является ель, пихта и бук. Основная полоса распространения этих лесов — 100—1400 м, то есть они растут только в районе истоков Днестра и в бассейне его карпатских притоков. Ниже на склонах распространены смешанные леса. Ещё ниже — лиственные леса, там преобладают такие породы как дуб, бук, граб, липа. В подлеске встречается орешник. Во влажных местах распространены ясень и вяз.
За пределами Карпат растительность бассейна Днестра почти не сохранилась. На равнине встречаются грабовые и дубовые леса. В долинах рек распространены кустарники. В связи с неблагоприятным воздействием гидрологического режима Днестровского водохранилища большинство мелководий в верхней части водохранилища лишены растительности.
В степной (нижней) части бассейна леса сохранились преимущественно в оврагах и балках. Вся прустьевая часть Днестра покрыта густой растительностью (основные деревья — ивы, тополя). Вблизи лимана встречаются лишь единичные деревья. В Днестровских плавнях преобладает тростник обыкновенный. Среди водных растений распространены рдесты, сальвиния плавающая и водяной орех.

## Гидроэлектростанции
- Днестровская ГЭС — г. Новоднестровск, Черновицкая область Украины — 702 МВт.
- Днестровская ГЭС-2 — с. Нагоряны, Винницкая область Украины — 40,8 МВт.
- Днестровская ГАЭС — с. Раскопинцы Днестровского района Черновицкой области Украины — Первая очередь (3×ГА): 972 МВт/ 1248 МВт (насосный), Проект (7×ГА): 2268 МВт/2912 МВт.
- Дубоссарская ГЭС на нижнем участке реки Днестр, в северо-западной части города Дубоссары, ПМР — 48 МВт.
- Касперовская ГЭС на притоке Днестра — Серет, расположена около села Касперовцы Чортковского района Тернопольской области Украины — 5,1 МВт.

## Судоходство
- Днестровская судоходная компания (Бендеры, ПМР)